# فرشلة

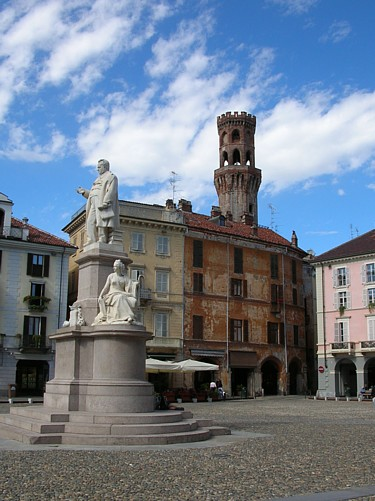
ساحة كافور في ساحة برج أنجلو

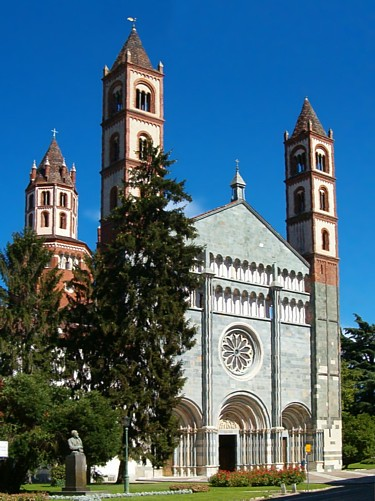
كنيسة سانت أندريا

مقاطعة فِرشِلَّة أو فِرشِلِّي أو (نقحرة: فرتشيلي) (بالإيطالية: Vercelli)‏، مدينة شمال غرب إيطاليا في إقليم بيمُنتة وعاصمة مقاطعة فِرشِلَّة عدد سكانها 44.967 نسمة، من أقدم المواقع الحضرية في شمال إيطاليا، وتأسست وفقا لمعظم المؤرخين حوالي عام 600 قبل الميلاد.
و تقع في وادي بو بين ميلانو وتورينو. وهي مركز هام لزراعة الارز، حيث تحيط بها حقول الارز، التي تغدق بالمياه في الصيف.
في فِرشِلَّة أول جامعة في العالم أنشئت بأموال الشعب عام 1228. اليوم فِرشِلَّة بها جامعة الآداب والفلسفة كجزء من جامعة بييمونتي الشرقية Università del Piemonte Orientale (شرق سفوح الجبال أو الجامعة).

## السكان
في سنة 1861 بلغ عدد السكان 25٬103 نسمة، وتطور العدد ليصل في سنة 2011 لـ 46٬308 نسمة.
يظهر هذا المخطط البياني تطور النمو السكاني لـ فِرشِلَّة

## التاريخ
تطورت فِرشِلَّة كمركز حضري سكنه الليغوريون والسلتيوت، احتلها الرومان في أوائل من القرن الثاني قبل الميلاد، بيد أن انتصارهم النهائي على شعوب المنطقة تحقق عام 101 ق.م عندما هزم الجيش الروماني بقيادة ماريوس غايوس في معركة فرشلة قبيلة الكيمبريين الجرمانية القوية. عام 49 ق.م حصلت فِرشِلَّة على المواطنة الرومانية الكاملة، وأصبحت مركز بلدي وتم إغناءها بالشوارع والمعالم والحمامات وجسر ومسرح وحلبة مصارعة. تواصل ازدهار المركز الحضري بين القرنين الأول والثاني بدون توقف. ولكن في القرنين الثالث والرابع تراجعت أهميتها المكتسبة ثم ضعف دورها كما حدث لاحقا لالإمبراطورية الرومانية.
و صلتها المسيحية عام 313، عين البابا يوليوس الأول أول أسقف لفِرشِلَّة عام 345 والذي أصبح راعيها فيما بعد القديس أوزيبيو. تبع ذلك غزوات من البرابرة مثل الهونيون.
أصبحت البلدية مستقلة عام 1120، وانضمت الرابطة اللومباردية الأولى والثانية. عام 1228 نقلت جامعة بافيا إلى فِرشِلَّة، حيث بقيت هناك حتى القرن الرابع عشر، ولكن دون أن تكتسب الكثير من الأهمية ؛ لم تبق سوى كلية الحقوق.
وخلال اضطرابات القرن الثالث عشر سقط تحت سلطة آل ديلا توري من ميلانو (1263)، وماركيزي مونفيراتو (1277)، الذين عينوا ماتيو الأول فسكونتي قائدا (1290-1299). تنازع عليها تيتسوني (غيبيليني) وأفوغادري (غويلفي) بين عامي 1301-1334، وقد طرد الأخير عدة مرات، وهكذا تمكن ماركيز مونفيراتو من الاستيلاء عليها (1328)، الذي وضعها طواعية تحت تصرف آل فيسكونتي الميلانين عام 1334. عام 1373 طرد المطران جوفاني فييسكي الفسكونتيين من المدينة، ولكن ماتيو استعادها. استغل فاتشينو كاني (1402) الفتنة بين جوفاني ماريا وفيليبو ماريا فيسكونتي، وأخد فِرشِلَّة، ولكنه طرده من قبل تيودورو الثاني (1404)، ومنه مرت المدينة إلى دوقات سفويا (1427).
استولى الفرنسيون عليها عامي 1499 و1553، والإسبان في 1616 و1678. وحوصرت عام 1704 من جانب الفرنسيين الذين لم يستطيعوا تدمير القلعة ؛ ثم انضمت إلى عرش سفويا. شارك الفِرشِلَّةون في الحركة التحررية المطالبة بدستور عام 1821، وفي توحيد إيطاليا. ثم تضررت المدينة في حروب الاستقلال.

## طرائف
نادي المدينة Pro Vercelli برو فِرشِلَّة هو أعرق الأندية الإيطالية حيث تأسس عام 1892، وكان أنجح فرق كرة القدم في إيطاليا في الماضي، فقد فاز بلقب بطل إيطاليا سبع مرات بين 1908 و1922، ولم يعادله في ذلك الوقت إلا نادي جنوا في حين كان لدى نادي لميلان ثلاثة ألقاب ولقبان لإنتر ولقب وحيد ليوفنتوس، لعب لآخر مرة في الدرجة الأولى عام 1935 وآخر مرة لعب فيها في الدرجة الثانية كانت عام 1948، وعاد الموسم الماضي ليتنافس في الدرجة الثانية Serie B.